# Scandia Cavi
Gli Scandia Cavi sono una formazione geologica della superficie di Marte.